# Ctesibius (månkrater)
Ctesibius är en liten nedslagskrater som ligger nära månens ekvator, på den sida av månen som alltid är vänd från Jorden. Den liggen mellan den större kratern Abul Wáfa till väster och den något mindre kratern Heron till öster. Den är uppkallad efter Ktesibios.
De yttre kraterväggarna av Ctesibius är vida och vassa, med endast lite erosion. En låg bergskam sitter samman med den södra kraterranden och böjs av mot syd-sydväst. I mitten av det relativt släta kratergolvet är en låg bergskam. Mindre rester efter nedslaget ligger spritt över den västra delen av kratergolvet och kraterkanten från kratern Necho till sydöst.